# Пятничная мечеть (Трабзон)
Пятничная мечеть (тур. Yeni Cuma Camii), ранее Церковь Святого Евгения (греч. Εκκλησία του Αγίου Ευγενίου) — бывший православный храм (в настоящее время мечеть) в городе Трабзон на севере Турции.

## История
Точно неизвестно, когда была построена церковь, считается что это было в 1291 году, согласно найденой табличке возле неё.
В 1461 году Османская империя захватила город, после этого Мехмед II совершил здесь свою первую молитву, поэтому здание было названо Пятничной мечетью (тур. Yeni Cuma), церковь была превращена в мечеть, а к северному входу был пристроен минарет.

## Описание
План церкви — распятие. Согласно распространенному мнению, изначально это была базилика. Храм имеет длину 28 метров, ширину 16 метров и высоту 11 метров.
Здание состоит из трех нефов, которые с востока завершаются апсидами. Боковые апсиды узкие и низкие по сравнению с центральной. Центральная пятиугольная снаружи и овальная внутри. Храм имеет ворота с севера, которые были главным входом в церковь. Памятник украшен орнаментом, барельефами орлов и голубей.
После превращения в мечеть у северных ворот здания возвели минарет. Фрески, украшавшие церковь, позже были покрыты пылью и турецкими украшениями. Среди объектов исламского наследия — михраб в стиле барокко, покрытый орнаментом, и деревянная бесформенная кафедра.